# Cervens
Cervens este o comună în departamentul Haute-Savoie din sud-estul Franței. În 2009 avea o populație de 1.065 de locuitori.

## Evoluția populației
| An        | 1975 | 1982 | 1990 | 1999 | 2006 | 2009  |
| --------- | ---- | ---- | ---- | ---- | ---- | ----- |
| Populație | 409  | 410  | 593  | 729  | 897  | 1.065 |